# فرط التعرق المعاوض
فرط التعرق المعاوِض (بالإنجليزية: Compensatory hyperhidrosis) هو شكل من أشكال الاعتلال العصبي. يصادف في المرضى الذين يعانون من اعتلال نخاعي، وأمراض الصدر، والأمراض الدماغية الوعائية، والصدمات العصبية أو بعد العمليات الجراحية. الآلية الدقيقة للظاهرة غير مفهومة بشكل جيد. يُعزى إلى الإدراك في منطقة ما تحت المهاد (الدماغ) بأن درجة حرارة الجسم مرتفعة للغاية. تعمل عملية التعرق على تقليل حرارة الجسم.
يسمى التعرق المفرط الناتج عن العصبية أو الغضب أو الصدمة النفسية السابقة أو الخوف بفرط التعرق.
فرط التعرق المعاوِض هو الأثر الجانبي الأكثر شيوعًا لعملية قطع الودي الصدري بالتنظير، وهي جراحة لعلاج فرط التعرق البؤري الشديد، وغالبًا ما تؤثر على جزء واحد فقط من الجسم. قد يطلق عليه أيضًا فرط التعرق الارتدادي أو الانعكاسي. لدى عدد قليل من الأفراد، يكون فرط التعرق المعاوض بعد قطع الودي معطلًا عن الحياة، لأن الأفراد المصابين قد يضطرون إلى تغيير الملابس المبللة بالعرق مرتين أو ثلاث مرات في اليوم. وفقا للدكتور هوشماند، فإن قطع الودي يضر بشكل دائم بجهاز تنظيم درجة الحرارة. التدمير الدائم لوظيفة التنظيم الحراري للجهاز العصبي الودي يسبب مضاعفات كامنة كالحثل الودي الانعكاسي في الطرف المقابل.
بعد جراحة فرط التعرق الإبطي، وفرط التعرق الراحي  (انظر فرط التعرق البؤري) واحمرار الخجل، قد يتعرق الجسم بشكل مفرط في المناطق غير المعالجة، وغالبًا ما يكون أسفل الظهر والجذع، ولكن يمكن أن ينتشر على كامل سطح الجسم تحت مستوى القطع. يصبح الجزء العلوي من الجسم، فوق مستوى قطع السلسلة الودية، لاعرقيًا إذ يكون المريض غير قادر على التعرق أو التبريد، ما يضر بالتنظيم الحراري للجسم ويمكن أن يؤدي إلى ارتفاع درجة الحرارة الأساسية والسخونة وفرط الحرارة. تحت مستوى قطع السلسلة الودية، تكون درجة حرارة الجسم أقل بشكل ملحوظ، ما يخلق تباينًا صارخًا يمكن ملاحظته في الصور الحرارية. يمكن أن يصل الاختلاف في درجات الحرارة بين المناطق النشطة والخامدة إلى 10 درجات مئوية.

## التنوعات
التعرق الذوقي أو متلازمة فراي هو مظهر آخر للاعتلال العصبي الذاتي. يتحرض التعرق الذوقي أثناء الأكل أو التفكير أو الحديث عن طعام يُحدِث تنبيه قوي لإفراز اللعاب. يُعتقد أن الألياف العصبية الذاتية الخاصة بالغدد اللعابية قد اتصلت عن طريق الخطأ بالغدد العرقية بعد التجدد العصبي. بدون التعرق في منطقة الجسم اللاعرقية، يمكن أن ينتج احمرار، وقشعريرة، وانخفاض في درجة حرارة الجسم - تضيق الأوعية وتشوش حس. التعرق الشاذ الذوقي يتلو نحو 73% من حالات قطع الودي الجراحي وهو شائع بشكل خاص بعد العمليات الثنائية. لوحظ تعرق الوجه أثناء الإلعاب أيضًا في الداء السكري، والصداع العنقودي، وبعد إصابة عصب الحبل الطبلي، وبعد الهربس النطاقي الوجهي.
التعرق الوهمي هو شكل آخر من أشكال الاعتلال العصبي الذاتي. يمكن ملاحظته في المرضى الذين يعانون من تلف الأعصاب (التالي للحوادث) ومرض السكري ونتيجة قطع الودي. التعرق الوهمي هو إحساس المرء أنه يتعرق بينما الجلد يكون جافًا. لا يستطيع المصاب التمييز بين التعرق الحقيقي أو أنه مجرد إحساس. تُختبر هذه الظاهرة في منطقة الجسم اللاعرقية منزوعة التعصيب ما يؤدي إلى اضطراب وظيفة الجهاز العصبي الودي.

## الوبائية
بالنسبة للأشخاص الذين خضعوا لعملية قطع الودي، يستحيل التنبؤ بمن سينتهي به المطاف بدرجة أشد من هذا الاضطراب إذ لا يوجد ارتباط بالجنس أو العمر أو الوزن. لا يوجد اختبار أو عملية فحص تمكن الأطباء من توقع من هو عرضة أكثر للإصابة.